# ATP 투어
ATP 투어(영어: ATP Tour)는 프로 테니스 협회에서 주관하는 국제 테니스 대회이다. 2009년 1월부터 2018년 12월까지 ATP 월드 투어(영어: ATP World Tour)라는 명칭을 사용했으며 남자 테니스 대회들 중에서 최상위 대회로, 여자 테니스 협회의 WTA 투어와 동급의 대회로 여겨지고 있다. 1990년 그랑 프리 테니스 서킷과 월드 챔피언십 테니스 대회의 후속 대회로 창설되었고 2부 대회는 ATP 챌린저 투어, 3부 대회는 ITF 남자 월드 테니스 투어이다.

## 같이 보기
- ATP 챌린저 투어
- ITF 남자 월드 테니스 투어